# Tóquio (prefeitura)
Prefeitura de Tóquio (東京府, とうきょうふ｜Tōkyō-fu ou Tōkei-fu) é uma antiga entidade governamental japonesa que existiu entre 1869 e 1943.

## História

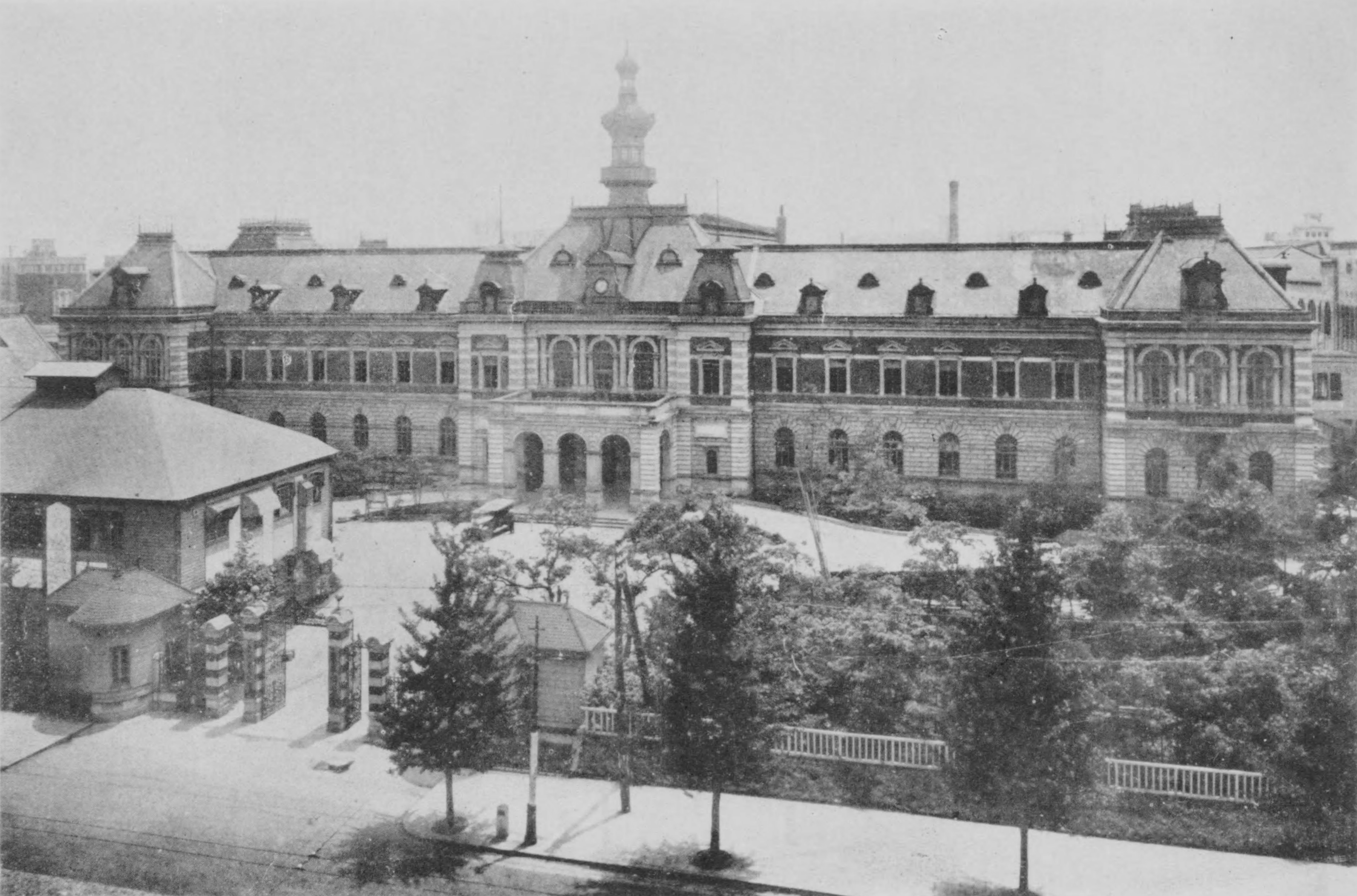
Escritório da Prefeitura de Tóquio e Tokyo City Hall, período Taishō

Em 1943, as municipalidades da prefeitura, incluindo o tradicional Cidade de Tóquio, tornou-se parte da recém-criada Metrópole de Tóquio (東京都, Tōkyō-to) ou "Grande área metropolitana de Tóquio".
|  | Tōkyō-fu ("Tóquio Prefeitura") |                      | |
|  | Tōkyō-shi ("Tokyo City")       | Outras cidades (shi) | vilas (machi) e aldeias (mura) (até 1920 subordinado para municípios/distritos) (municipalidades da ilha subordinadas a subprefeituras) |
|  | Wards (ku)                     | Outras cidades (shi) | vilas (machi) e aldeias (mura) (até 1920 subordinado para municípios/distritos) (municipalidades da ilha subordinadas a subprefeituras) |